# Gregory D. Gadson
Le Colonel Gregory D. Gadson est un soldat de l'Armée de terre des États-Unis qui fut grièvement blessé en Irak. En 2007, son véhicule explosa sur un engin explosif improvisé, privant le Colonel Gregory G. Gadson de ses deux jambes et lui infligeant de graves séquelles au bras droit.
En 2012, il interpréta le rôle du lieutenant-colonel Mick Canales dans le film Battleship.

## Éducation et carrière militaire
Il a fréquenté l'Académie militaire des États-Unis à West Point, New York, où il a obtenu son diplôme en 1989. Il est également titulaire d'une maîtrise en systèmes d'information de la Webster University (en) et d'une maîtrise en gestion des politiques de l'Université de Georgetown. Il est diplômé du Command and General Staff College et du Advanced Field Artillery Officers Course et en 2010, il est diplômé de l'Army War College à l'Institute of World Politics à Washington, D.C., une école supérieure de sécurité nationale, de renseignement et d'affaires internationales.

### Blessure
Dans la nuit du 7 mai 2007, alors qu'il revenait d'un service commémoratif pour deux soldats de sa brigade, il a perdu ses deux jambes et s'est gravement blessé au bras droit à la suite d'une bombe posée à Bagdad. Il est devenu l'un des premiers militaires à utiliser une prothèse de genou motorisée de nouvelle génération dotée de la technologie permettant aux amputés de marcher en toute confiance et avec une démarche plus naturelle. 

### Décorations militaire
| Distinguished Service 2 awards            | Legion of Merit                         | Bronze Star Medal 3 awards             | Purple Heart                            |
| Meritorious Service Medal 4 awards        | Army Commendation Medal 4 awards        | Army Achievement Medal 4 awards        | National Defense Service Medal 2 awards |
| Armed Forces Expeditionary Medal 3 awards | Southwest Asia Service Medal 3 awards   | Afghanistan Campaign Medal             | Iraq Campaign Medal                     |
| Global War on Terrorism Service Medal     | NATO Medal for Service in ex-Yugoslavia | Kuwait Liberation Medal (Saudi Arabia) | Kuwait Liberation Medal (Kuwait)        |

Il est également autorisé à porter le Combat Action Badge et le Parachutist Badge.

### Décorations civil
Il a remporté le prestigieux Henry Viscardi Achievement Awards (en) en 2017 décerné par le centre Viscardi pour honorer les leaders extraordinaires en situation de handicap.

## Filmographie

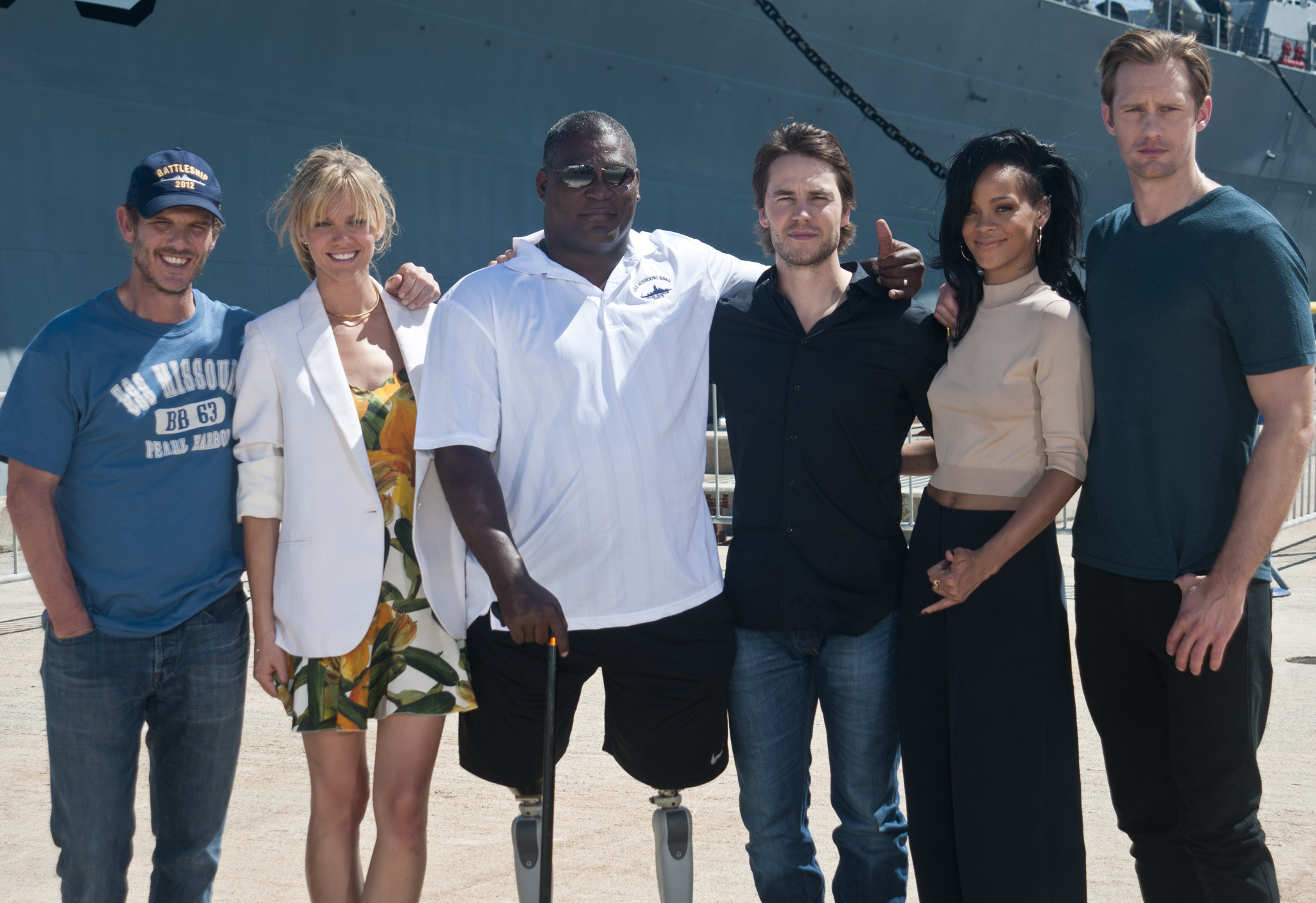
Peter Berg, Brooklyn Decker, Taylor Kitsch, Rihanna et Alexander Skarsgård autour du colonel Gregory D. Gadson devant le USS Missouri Memorial, à la base de Pearl Harbor-Hickam.

- Battleship (2012) de Peter Berg : Lieutenant Colonel Mick Canales
- The Inspectors (en) (2015-2016) : David Cole (10 épisodes)
- NCIS : Los Angeles (2022) : Colonel Jackson Ladd (Saison 14, épisodes 02 et 12)